# Dragoste și pedeapsă
Așk ve Ceza (în română Dragoste și pedeapsă) este un serial de televiziune turcesc de dramă care a fost difuzat în 2010 și în 2011. Din 2011, acest serial a fost difuzat în peste 43 de țări.
În România, serialul a avut premiera un an mai târziu, în ianuarie 2011, fiind difuzat de Kanal D.

## Rezumat
O femeie de 29 de ani, Yasemin, lucrează la o agenție de publicitate. Ea este împreună cu logodnicul ei Mehmet de peste trei ani. Cu doar o săptămână înainte de nunta lor. Viața ei se întoarce cu susul în jos, deoarece se simte profund trădată și neapreciată. Renunță la tot și pleacă la Bodrum. În Van, Çiçek se căsătorește cu Kemal Baldar, fiul cel mare al familii Baldar. Savaș, fratele modern al lui Kemal Baldar, educat în America, merge în Bodrum pentru o vacanță după nunta fratelui său. Cei doi au prima lor întâlnire într-un bar din Bodrum. Yasemin, trădată și devastată de turnura evenimentelor cu logodnicul ei, se trezește în brațele lui Savaș după o noapte de beție cruntă. Împovărată de vină și de regrete după aventura de o noapte, pleacă fără să afle măcar numele lui Savaș. Nici Savaș nu reușește să afle cine este fata care i-a furat inima în acea noapte. După ce primește un telefon prin care este informat că fratele său proaspăt căsătorit și tatăl său au murit într-un accident de mașină, Savaș se întoarce la Istanbul ca șef al familiei sale. Între timp, Yasemin află că este însărcinată cu copilul lui Savaș, iar apoi dă naștere unui copil pe nume Ömer. În timp ce Savaș continuă să se ocupe de problemele neconvenționale ale familiei sale, el nu încetează să o caute pe Yasemin.

## Distribuție
| Actor            | Personaj             |
| ---------------- | -------------------- |
| Nurgül Yeșilçay  | Yasemin Ustun Baldar |
| Murat Yıldırım   | Savaș Baldar         |
| Feride Çetin     | Çiçek Moran Baldar   |
| Tomris Incer     | Șahnur Baldar        |
| Zeynep Beșerler  | Nadya                |
| Caner Kurtaran   | Mehmet               |
| Gökçe Yanardağ   | Nazan Baldar Noyan   |
| Oktay Gürsoy     | Cem                  |
| Kerem Atabeyoğlu | Pala Abdulkadir      |
| Sennur Nogaylar  | Leyla Ustun          |
| Nazan Kesal      | Sevgi                |
| Cenk Ertan       | Bora Noyan           |
| Halil Kumova     | Ahmet Moran          |
| Erkan Bektaș     | Yavuz Moran          |
| Ali Yigit        | Kemal Baldar         |
| Taner Barlas     | Hasip Baldar         |
| Belit Özükan     | Müjde                |
| Enis Ankan       | Alpay                |
| Ișil Dayioğlu    | Sitare               |
| Meltem Pamirtan  | Endam                |
| Gamze Topuz      | Derya                |
| Sinan Tuzcu      | Hakan                |
| Emrah Elçiboga   | Eșref                |
| Ahu Yağtu        | Pelin                |
| Alihan Araci     | Haldun               |
| Özlem Conker     | Ceyda                |
| Nalan Yavuz      | Fidan                |